# Wittgensteiner Heimatverein

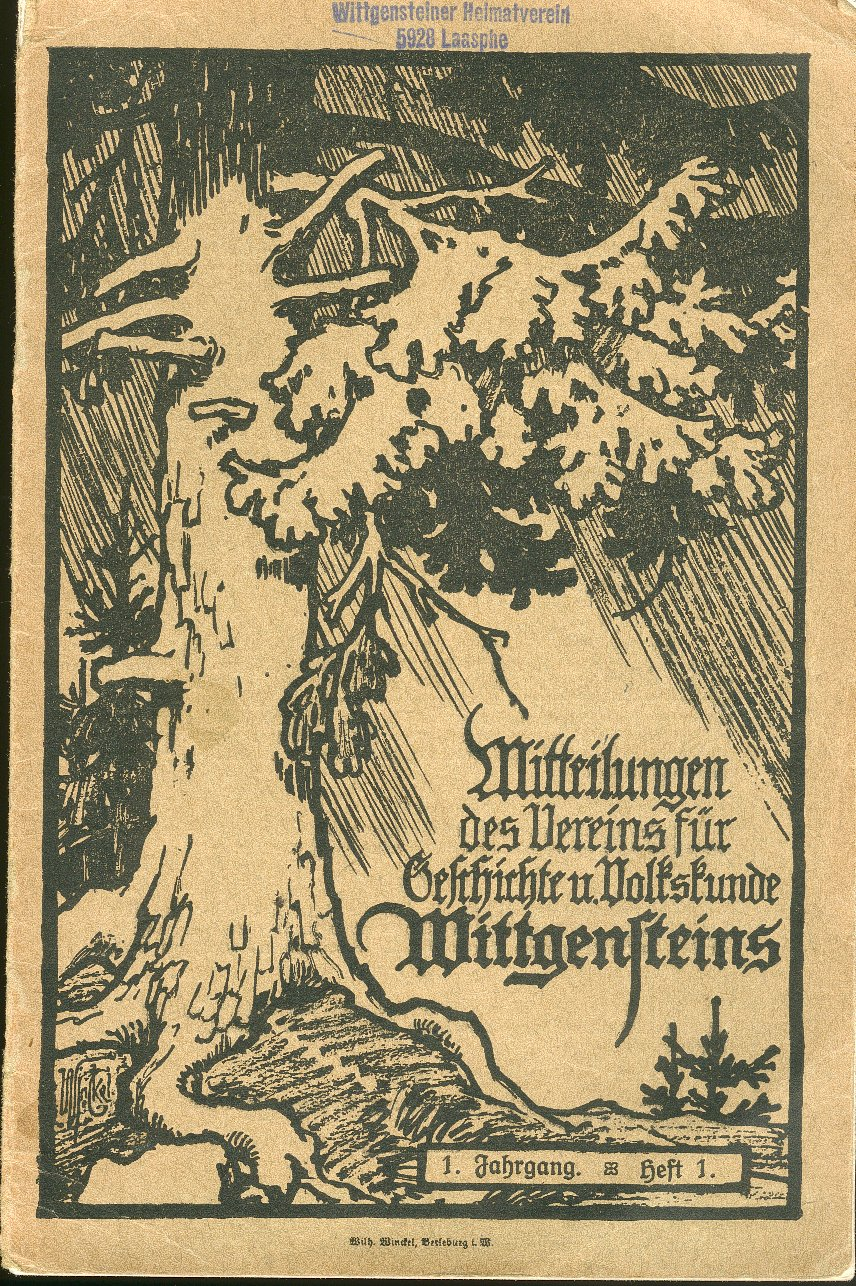
Mitteilungen, Heft 1 aus 1913, Titelblatt gezeichnet von Richard Winckel.

Der Wittgensteiner Heimatverein e. V. ist ein Heimatverein in der Region Wittgenstein, dem Wittgensteiner Land oder einfach Wittgenstein. Der geografische Einzugsbereich orientiert sich im Wesentlichen an den Grenzen des ehemaligen Landkreises Wittgenstein. Er umfasst die heutigen Gemeinden Bad Berleburg, Bad Laasphe und Erndtebrück, aber auch die „Höhendörfer“ Hoheleye, Mollseifen, Neuastenberg und Langewiese, die seit 1975 zur Stadt Winterberg gehören. Er wurde am 16. September 1913 als „Verein für Geschichte und Volkskunde Wittgensteins“ gegründet und feierte 2013 sein hundertjähriges Jubiläum. Seinen heutigen Namen führt er seit 1956. 

## Ziele
In der Satzung des Vereins heißt es dazu: Der Verein verfolgt ausschließlich und unmittelbar gemeinnützige Zwecke.
a) Zweck des Vereins ist die Förderung und Pflege des Heimatgedankens und der Heimatforschung.
b) Der Satzungszweck wird insbesondere verwirklicht durch Forschung auf allen Gebieten der Heimatgeschichte und des Heimatbrauchtums sowie deren Verbreitung durch Schriften und Vorträge, aber auch durch heimatbezogene Veranstaltungen und Heimatpflege sowie durch die Gründung und Führung örtlicher Heimatmuseen.

## Vereinsgeschichte
Die Geschichte des heutigen Wittgensteiner Heimatverein geht in das Jahr 1913 zurück. Damals wurde der „Verein für Geschichte und Volkskunde Wittgensteins“ gegründet, der bald 700 Mitglieder umfasste. Das Hauptziel des Vereins war in seinem Namen angegeben: Erforschung der Geschichte Wittgensteins. Dem dienten seinerzeit vor allem die Veröffentlichungen in den „Mitteilungen“. Der kurz nach der Gründung einsetzende Erste Weltkrieg und die wirtschaftliche Lage danach führten dazu, dass die Aktivitäten des Vereins bereits 1927 ein Ende fanden – der Verein wurde aber nicht aufgelöst.
In der Folgezeit ergab sich die Möglichkeit, historische Beiträge in der von der Druckerei Schmidt in Laasphe herausgegebenen Zeitschrift „Das schöne Wittgenstein“ zu veröffentlichen, bis hier der Zweite Weltkrieg einen Schlussstrich zog.
Wilhelm Hartnack, der wie sein Vater Karl Hartnack sehr um die Erforschung der Geschichte Wittgensteins bemüht war, kam nach dem Zweiten Weltkrieg nach Laasphe. Nach der Währungsreform versuchte er zusammen mit Pfarrer Gustav Friedrich Bauer, den alten Geschichtsverein unter neuem Namen als „Wittgensteiner Heimatverein e. V.“ wieder zu beleben. Allerdings war die Zeit dafür zunächst noch nicht reif. Erst 1954 gab es konkrete Ansätze, die schließlich am 14. April 1956 zum Erfolg führten. Eine neue Satzung des „Wittgensteiner Heimatvereins e. V.“ wurde beschlossen. Den Vorsitz übernahm der damalige Oberkreisdirektor Gustav Richter. Publikationsorgan des Vereins war von nun an die Zeitschrift „Wittgenstein – Blätter des Wittgensteiner Heimatvereins e. V.“. 1962 gab Gustav Richter den Vorsitz ab, ihm folgte Oberkreisdirektor Wilfried Lückert, der den Verein bis 1990 leitete. Von 1990 bis Februar 2015 war Rechtsanwalt Gerhard Karpf Vorsitzender des Vereins. Ihm folgte Otto Marburger von 2015 bis 2025. Seit dem 16. März 2025 leitet Bernd Weide (Bad Berleburg) die Geschicke des Vereins.
Als Arbeitsgebiet des wieder erstandenen Vereins wurden die Ziele von 1913 in erweiterter Form aufgegriffen: Die Erforschung und Darstellung der Geschichte und Landeskunde Wittgensteins. Dem dienen seither die Hefte der Zeitschrift „Wittgenstein“ und größere Beihefte und Sonderveröffentlichungen. Die ersten Beihefte waren „Das Wittgensteiner Landrecht“ und „Die Berleburger Chroniken“, beides häufig zitierte Bände. Daneben erschienen weitere Sonderveröffentlichungen wie „Die Vogelwelt Wittgensteins“ von Albrecht Belz und Heinz König oder die vierbändige Geschichte Bad Berleburgs in der Zeit zwischen 1900 und 1949 von Heinz Strickhausen.
Im Laufe der Jahre sind alle Bereiche der Wittgensteiner Landeskunde in der Zeitschrift „WITTGENSTEIN. Blätter des Wittgensteiner Heimatvereins e. V.“ behandelt worden. Wenn auch die allgemeine Geschichte und Ortskunde im Vordergrund standen, so gibt es doch viele Beiträge über zeitgeschichtliche, wirtschaftsgeschichtliche, naturkundliche und nicht zuletzt familienkundliche Themen. Sämtliche Publikationen des Wittgensteiner Heimatvereins (und viele mehr) sind in der „Bibliografie zur Wittgensteiner Territorialgeschichte – Bibliografie Wittgenstein“ einer Regionalbibliografie, zusammengestellt. Die Bibliografie zur Wittgensteiner Territorialgeschichte – Bibliographie Wittgenstein erschien in den letzten Jahrzehnten in fünf Auflagen, zuletzt 2019. Darüber hinaus pflegt der Verein eine Bibliothek, in der alle Schriften des Heimatvereins und seiner Vorgänger, aber auch andere Veröffentlichungen zur Region Wittgenstein gesammelt werden.
Aktuell hat der Wittgensteiner Heimatverein e. V. rd. 600 Mitglieder.

## Briefmarken zum Jubiläum

Jubiläumsbriefmarke, 0,58 €

Zum hundertsten Jahrestag der Gründung des Wittgensteiner Heimatvereins, besser seines Vorgängervereins, sind vier Briefmarken entstanden. Die selbstklebenden Briefmarken (Marke Individuell der Deutschen Post) haben die Nennwerte 45 Cent und 58 Euro-Cent. Sie sind 33 mm × 55 mm groß und es wurden jeweils zwanzig Exemplare auf einem DIN-A4-Bogen gedruckt. Die erste Marke entstand kurz vor Weihnachten 2012. Die Auflage dieser Marke betrug 40 Exemplare, der Nennwert 45 Cent. Das Motiv zeigt die Titelseite des ersten Heftes der Mitteilungen des Vereins für Geschichte und Volkskunde Wittgensteins aus dem Jahr 1913, die von dem aus Berleburg stammenden Kunstmaler und Grafiker Richard Winckel gezeichnet worden war.
Zwei weitere Marken wurden im Frühjahr 2013 bei der Deutschen Post in Auftrag gegeben. Die Marke mit dem Nennwert 45 Cent hat eine Auflage von 240 Exemplaren. Das Motiv zeigt eine Sammlung Wittgensteiner Heimatbücher und der Zeitschrift Wittgenstein, Blätter des Wittgensteiner Heimatvereins e. V., ergänzt um die Titelleiste der Zeitschrift Wittgenstein sowie das Wappen des ehemaligen Kreises Wittgenstein. Die Auflage der weiteren Marke, mit einem postalischen Wert von 58 Cent, beträgt 1200 Exemplare. Das Motiv entspricht im Wesentlichen dem „ersten Versuch“ mit einem leicht geänderten Bildausschnitt, der Text zum Bild wurde ergänzt um die Angaben „1913 – 2013“ sowie „e. V.“. Eine vierte Marke, mit einer Auflage von 1000 Exemplaren und dem Wert 58 Cent, entstand im Herbst 2013. Das Motiv zeigt ebenfalls Heimatbücher und die Zeitschrift Wittgenstein. Blätter des Wittgensteiner Heimatvereins e. V.

## Publikationen
Neben der Zeitschrift „WITTGENSTEIN. Blätter des Wittgensteiner Heimatvereins e. V.“ hat der Verein diverse Beihefte, Sonderdrucke und andere Veröffentlichungen herausgegeben.

### WITTGENSTEIN. Blätter des Wittgensteiner Heimatvereins e. V.

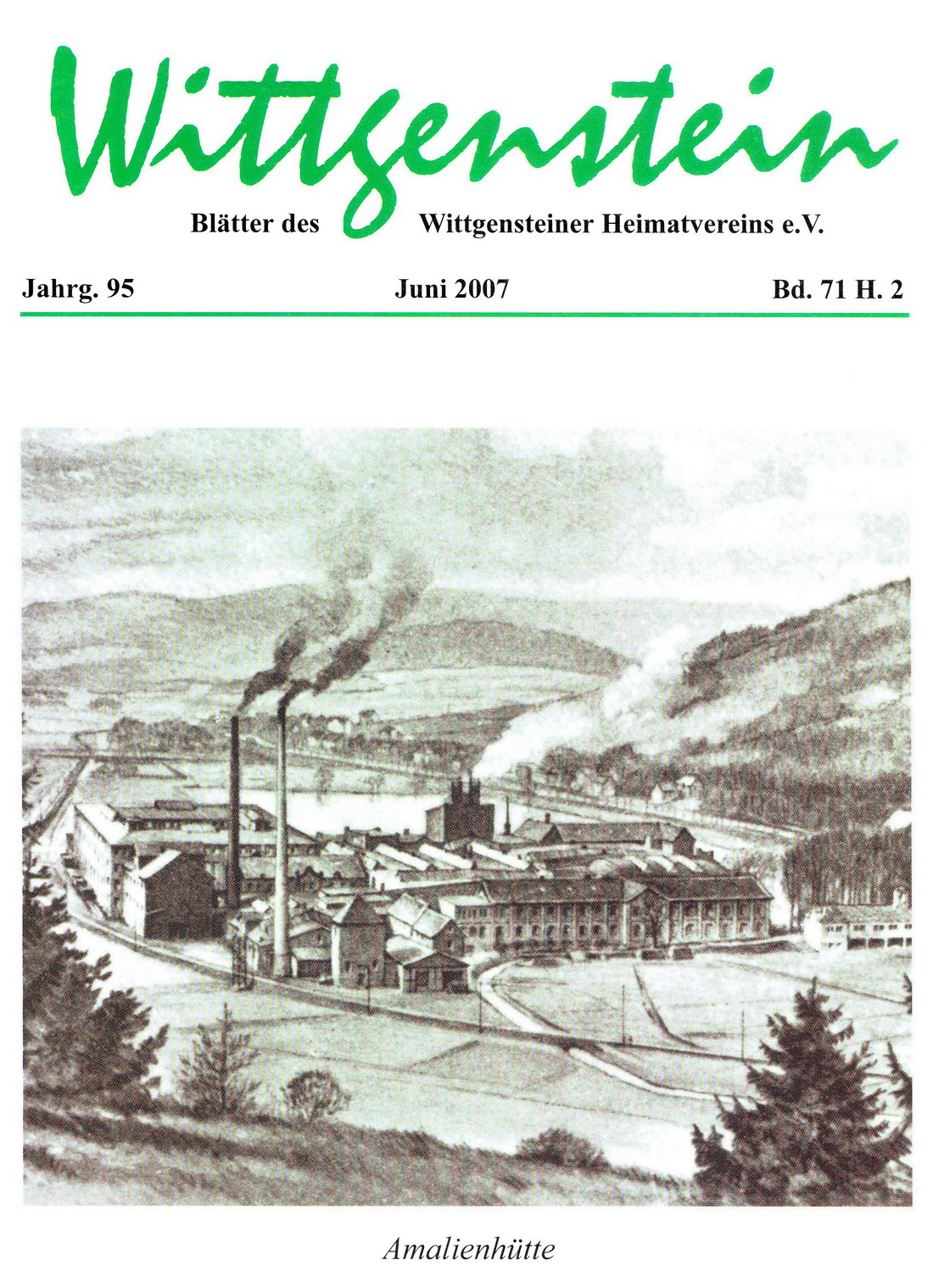
Zeitschrift Wittgenstein

Die Zeitschrift WITTGENSTEIN. Blätter des Wittgensteiner Heimatvereins e. V. ist das wesentliche Organ des Vereins, sie erschien von 1956 bis 2013 vierteljährlich. Im Jahr 2014 wurde die Erscheinungsweise auf viermonatlich umgestellt, seit 2022 erscheinen jeweils Halbjahreshefte. Der jährliche Umfang der Hefte beträgt etwa 200 Seiten. Die Zeitschrift behandelt alle Themen, die im weitesten Sinne unter Regionalgeschichte, Landeskunde und Naturkunde Wittgensteins zu fassen sind.

### Beihefte
- Wilhelm Hartnack (Hrsg.): Das Wittgensteiner Landrecht. 1960
- Wilhelm Hartnack (Hrsg.): Die Berleburger Chroniken. 1964
- Eberhard Bauer und Andreas Krüger: Bibliografie zur Wittgensteiner Territorialgeschichte – „Bibliografie Wittgenstein“, 5. Auflage 2019
- Christian Hackler: Feudingen in seiner Mundart. 1974
- August Lange: Das Wittgensteiner Bleßvieh. 1976
- Paul Messer: 50 Jahre Flugsport in Wittgenstein. 1981
- A. Treude: Erzählungen. 1987
- Werner Wied: Die Entwicklung der Schulen in der Grafschaft Wittgenstein-Wittgenstein. 1992
- Eberhard Bauer: Aus der Vergangenheit des Fürstlich Sayn-Wittgenstein-Hohensteinschen Privatarchivs in Bad Laasphe. Herausgegeben von Ulf Lückel im Auftrag des Wittgensteiner Heimatvereins e. V. Bad Laasphe 2017, 75 Seiten
- Ulf Lückel: Die Evangelische Kirche Girkhausen – Schicksal einer Wallfahrtskirche. Herausgegeben von Ulf Lückel im Auftrag des Wittgensteiner Heimatvereins e. V. Bad Laasphe 2019, 84 Seiten

### Sonstige Veröffentlichungen
- Albrecht Belz und Heinz König: Die Vogelwelt des Kreises Wittgenstein. 1983 (zusammen mit dem Bund für Naturschutz und Vogelkunde)
- Eberhard Bauer: Laasphe und das obere Lahntal in alten Bildern. 1979 (zusammen mit der Stadt Laasphe)
- Werner Wied (Hrsg.): Puderbach im Wittgensteiner Land. 1983 (zusammen mit dem Ortsheimatverein Puderbach)
- Helmut Richter (Hrsg. Werner Jakobi und Werner Wied): Bilder aus Wittgenstein. 1986 (zusammen mit der Wittgensteiner Kunstgesellschaft)
- Jürgen Weiß: Glocken klingen in Wittgenstein. 1991, Tonkassette und Erläuterungsheft
- Werner Wied (Hrsg.): Die Feudinger Höfe. 1994 (zus. mit dem Ortsheimatverein „Auf den Höfen“)
- Faltblätter: Geschichtliche Wanderwege.
  - Auf sagenhaften Pfaden zu einer alten Heilquelle.
  - Laasphe – Stünzel.

### Sonderdrucke
Von einigen Aufsätzen in der Zeitschrift „WITTGENSTEIN. Blätter des Wittgensteiner Heimatvereins e. V.“, besonders, wenn sie in Fortsetzungen erschienen, wurden Sonderdrucke und -Bände erstellt, so unter anderen:
- 150 Jahre Landkreis Wittgenstein 1816–1966, 1966
- Schameder (Hrsg. Eberhard Bauer und Werner Wied), 1972
- Saßmannshausen (Hrsg. Eberhard Bauer und Werner Wied), 1975
- Heinz König: Untersuchungen über das Muffelwild in Wittgenstein, 1973
- Wilhelm Völkel: Wittgenstein im Zweiten Weltkrieg, 1976
- Heinz König: Rotwild in Wittgenstein, 1978
- Horst Dickel: Zauber in Wittgenstein, 1979
- Hans-Jürgen Schrader: Berleburgs Beitrag zur Geschichte der religiösen und literarischen Toleranz in Deutschland, 1981
- Hans Steinberg: Wie es zum Bau der reformierten Stadtkirche in Berleburg kam, 1984
- Richstein 600 Jahre wittgensteinisch, 1985
- Werner Wied: 400 Jahre Jeide-Hof in Girkhausen, 1987
- Werner Wied: 750 Jahre Grafschaft Wittgenstein „1238 – 1988“, 1988

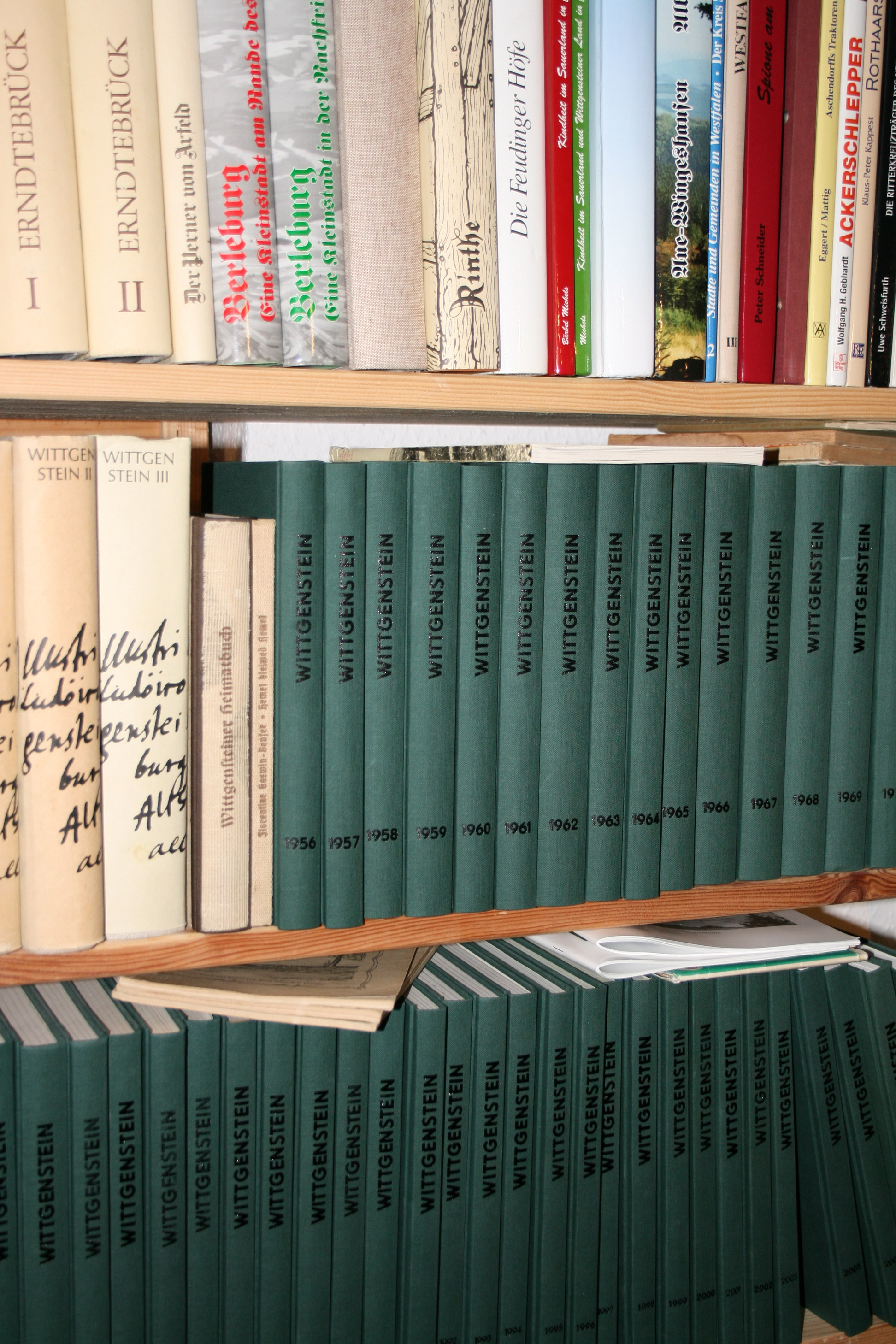
Bibliothek Wittgenstein

### Bibliothek
Die Bibliothek des Wittgensteiner Heimatvereins umfasst einen Bestand von mehr als 1000 Büchern, Zeitschriften und Broschüren. Vollständig vorhanden sind alle Zeitschriften des Vereins, Mitteilungen (1913–1926), Das schöne Wittgenstein (1927–1931), als Zeitungsbeilage (1937–1942) und „WITTGENSTEIN. Blätter des Wittgensteiner Heimatvereins e. V.“ (1956 – heute). In der Sammlung finden sich alle Heimatbücher zu (Gesamt-)Wittgenstein und zu einzelnen Orten, Beihefte, Sonderdrucke sowie eine Reihe von Dissertationen und Examens- oder Diplomarbeiten. Die Sammlung umfasst weiterhin Publikationen zu: Geologie und Geographie (geologische Karten, Ur-Messtischblätter), Botanik und Zoologie, Bauten und Kunst (Kirchenvermessungen, Grundrisse, Fresken in den Kirchen Raumland und Feudingen), Musik (Friedrich Kiel), Kirchengeschichte, Auswanderung (Listen der Auswandererschiffe), Wirtschaft, Familiengeschichte und Genealogie. Darüber hinaus findet sich statistisches Material seit 1886, Adressbücher, Einwohnerlisten, Telefonbücher sowie der seltene Bericht des Landrates von Schroetter aus dem Jahr 1875.
Der dritte große Sammlungsbereich der Bibliothek des Wittgensteiner Heimatvereins sind die sogenannten „Tauschexemplare“. Der Heimatverein tauscht seine Veröffentlichungen mit mehr als 30 Vereinen, Archiven und Bibliotheken, daher verfügt er über eine umfangreiche Sammlung von Publikationen aus den Nachbargebieten Wittgensteins (Kassel/Hessen, Biedenkopf, Herborn, Siegen, Olpe usw.).

### Schriftleiter
Als Schriftleiter der Zeitschrift „WITTGENSTEIN. Blätter des Wittgensteiner Heimatvereins e. V.“ und verantwortlich für die Publikationen waren (und sind):
- 1956–1958: Wilhelm Hartnack und Fritz Vitt
- 1959–1960: Wilhelm Hartnack und Philipp Dickel
- 1961–1962: Wilhelm Hartnack
- 1963–1990: Eberhard Bauer und Werner Wied
- 1990–2006: Eberhard Bauer und Eckhard Linke
- 2006–2010: Eckhard Linke und Eberhard Bauer
- 2010–2013: Johannes Burkardt und Ulf Lückel
- 2010–2024: Ulf Lückel
- ab 2024:       Angela Göbel und Jan Siegemund